# Tonnoira longipennis
Tonnoira longipennis är en tvåvingeart som beskrevs av Freddy Bravo och Carlos Chagas 2004. Tonnoira longipennis ingår i släktet Tonnoira och familjen fjärilsmyggor. Inga underarter finns listade i Catalogue of Life.